# Landschaftsschutzgebiet Offenlandschaftskomplex Elpe

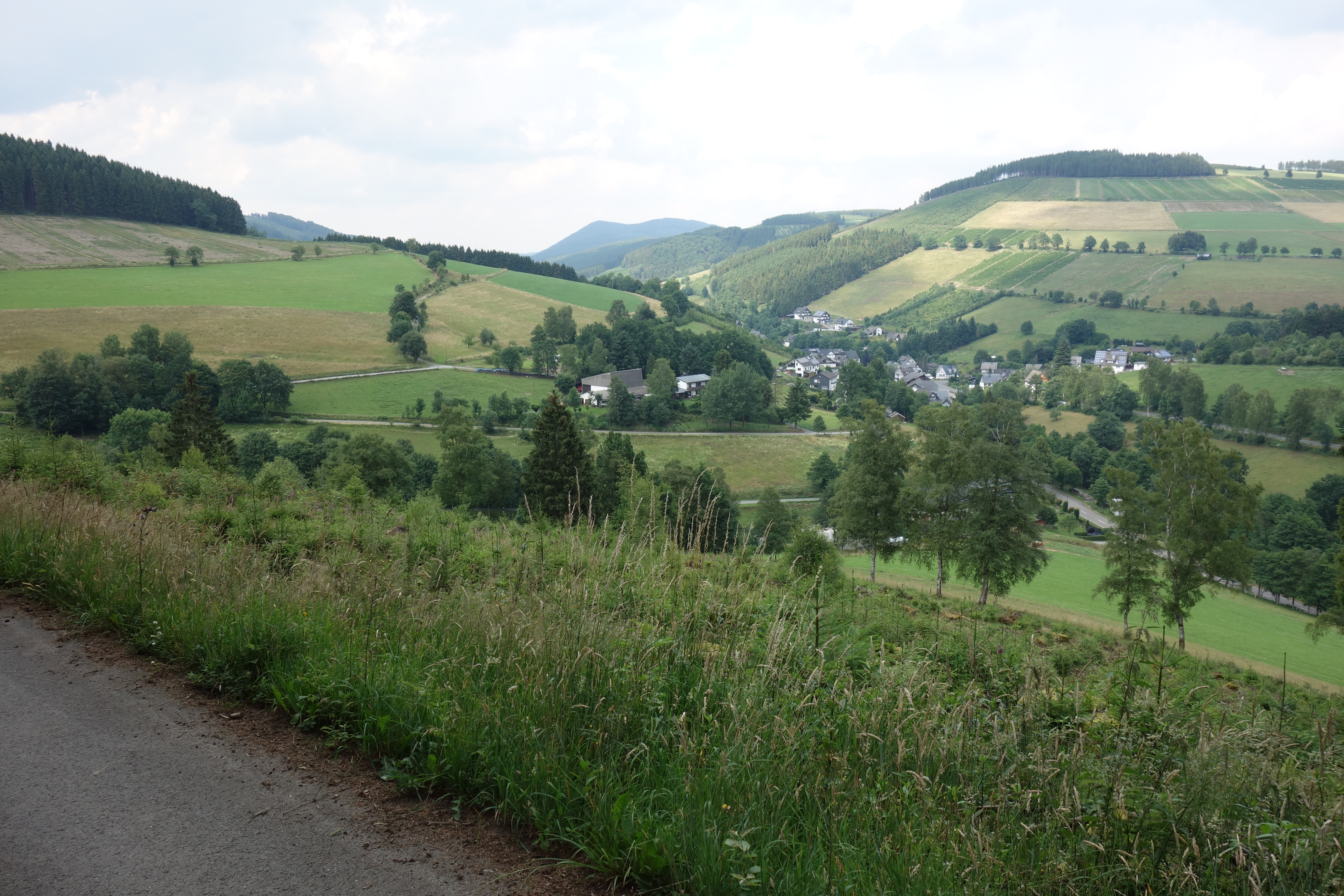
Elpe mit umgebenden Landschaftsschutzgebiet Offenlandschaftskomplex Elpe

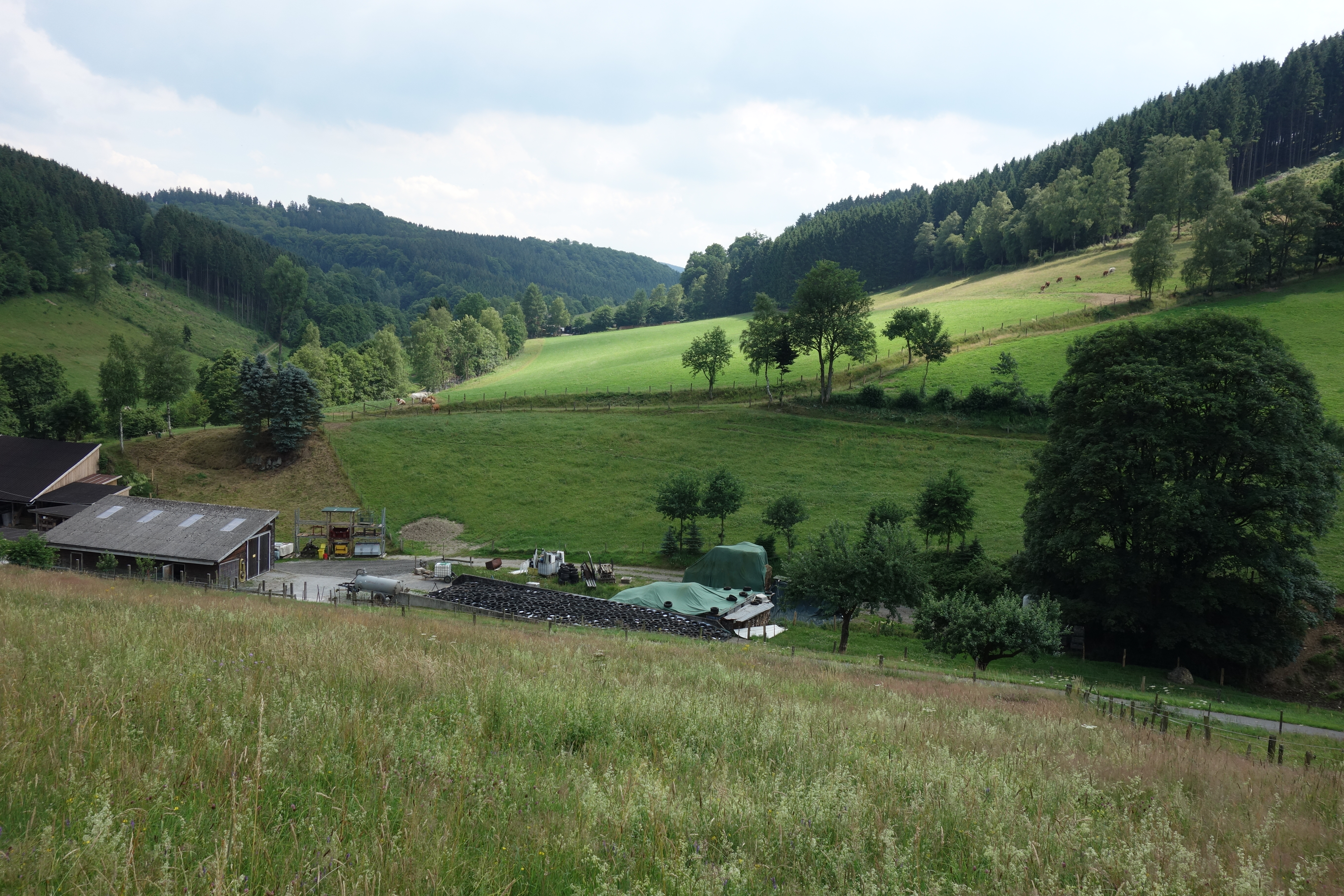
LSG Offenlandkomplex Elpe südlich von Elpe

Das Landschaftsschutzgebiet Offenlandschaftskomplex Elpe mit 184,6 ha Flächengröße liegt im Stadtgebiet von Olsberg. Das Gebiet wurde 2004 vom Kreistag des Hochsauerlandkreises mit dem Landschaftsplan Olsberg als Landschaftsschutzgebiet (LSG) ausgewiesen. Das LSG wurde als eines von elf Landschaftsschutzgebieten vom Typ B Ortsrandlagen, Offenland- und Kulturlandschaftsschutz im Stadtgebiet von Olsberg ausgewiesen. Im Stadtgebiet gibt es auch ein LSG vom Typ A, Allgemeiner Landschaftsschutz und elf vom Typ C, Wiesentäler, Schutz bedeutsamer Extensivgrünländer. Das LSG besteht aus sieben Teilflächen und geht bis an den Siedlungsrand von Elpe.

## Beschreibung
Das LSG besteht aus Offenlandbereichen mit Grünland auf Hang- und Plateuflächen beidseitig des oberen Elpetales um das Dorf Elpe.

## Schutzzweck
Die Ausweisung erfolgte zur Sicherung der Vielfalt und Eigenart der Landschaft im Nahbereich der Ortslagen und der alten landwirtschaftlichen Vorranggebiete durch Offenhaltung. Ferner wegen der besonderen Bedeutung für die Erholung.

## Rechtliche Vorschriften
Wie in den anderen Landschaftsschutzgebieten im Stadtgebiet besteht im LSG ein Verbot Bauwerke zu errichten. Vom Verbot ausgenommen sind Bauvorhaben für Gartenbaubetriebe, Land- und Forstwirtschaft. Die Untere Naturschutzbehörde kann Ausnahme-Genehmigungen für Bauten aller Art erteilen. Wie in den anderen Landschaftsschutzgebieten vom Typ B in Olsberg besteht im LSG ein Verbot der Erstaufforstung und Weihnachtsbaum-, Schmuckreisig- und Baumschul-Kulturen anzulegen.
Wie in allen Landschaftsplangebieten vom Typ B und Typ C im Stadtgebiet besteht das Gebot, das LSG durch landwirtschaftliche Nutzung oder durch Pflegemaßnahmen von einer Bewaldung freizuhalten.